# Пермская культурная революция
Пермская культурная революция — культурный проект, реализованный в Пермском крае, состоявший из нескольких последовательных событий: выставка «Русское бедное» (2008 год), фестиваль «Живая Пермь» (2009—2010 годы), фестиваль «Белые ночи в Перми» (2011—2013 годы), проект «Пермь — культурная столица Европы» (2012 год).

## Выставка современного искусства «Русское бедное»
Выставка «Русское бедное» была открыта в здании пермского Речного вокзала в 2008 году. Пресса оценила её как культурное событие российского масштаба. Журнал «Афиша» назвал Пермь городом года в 2008 году. Многие работы с этой выставки были впоследствии выкуплены меценатами и создали основу коллекции Музея современного искусства в Перми.

## Фестиваль «Живая Пермь»
В выставке «Русское бедное» принимали участие известные в России художники и скульпторы. Отсутствие среди её участников пермских художников было негативно воспринято местной творческой интеллигенцией. С целью вовлечь в проект пермских художников в 2009 году был задуман и проведен трехдневный фестиваль «Живая Пермь». В разных районах города одновременно открылись 80 выставок и 30 театральных площадок. В подготовке фестиваля были задействованы более двух тысяч человек.
В числе фестивальных площадок были Пермская государственная художественная галерея, Органный зал, Театр-Театр, Музей современного искусства, Горьковская и Пушкинская библиотеки, районные дворцы культуры, спорткомплекс «Олимпия», общежития пермских вузов и ночные клубы, набережная реки Кама и Сквер уральских добровольцев. В «центр кипения» был превращен квартал, ограниченный улицами Монастырская, Куйбышева, Попова и Петропавловская. Для него был изобретен новый топоним — «Живой квартал». Организаторы фестиваля стремились задействовать максимальное число жителей края, предлагая им, например, покрасить канализационные люки или разместить свои произведения на окнах.
Фестиваль повторился в 2010 году и в дальнейшем проводился в рамках более масштабного проекта «Белые ночи в Перми».

## Фестиваль «Белые ночи в Перми»

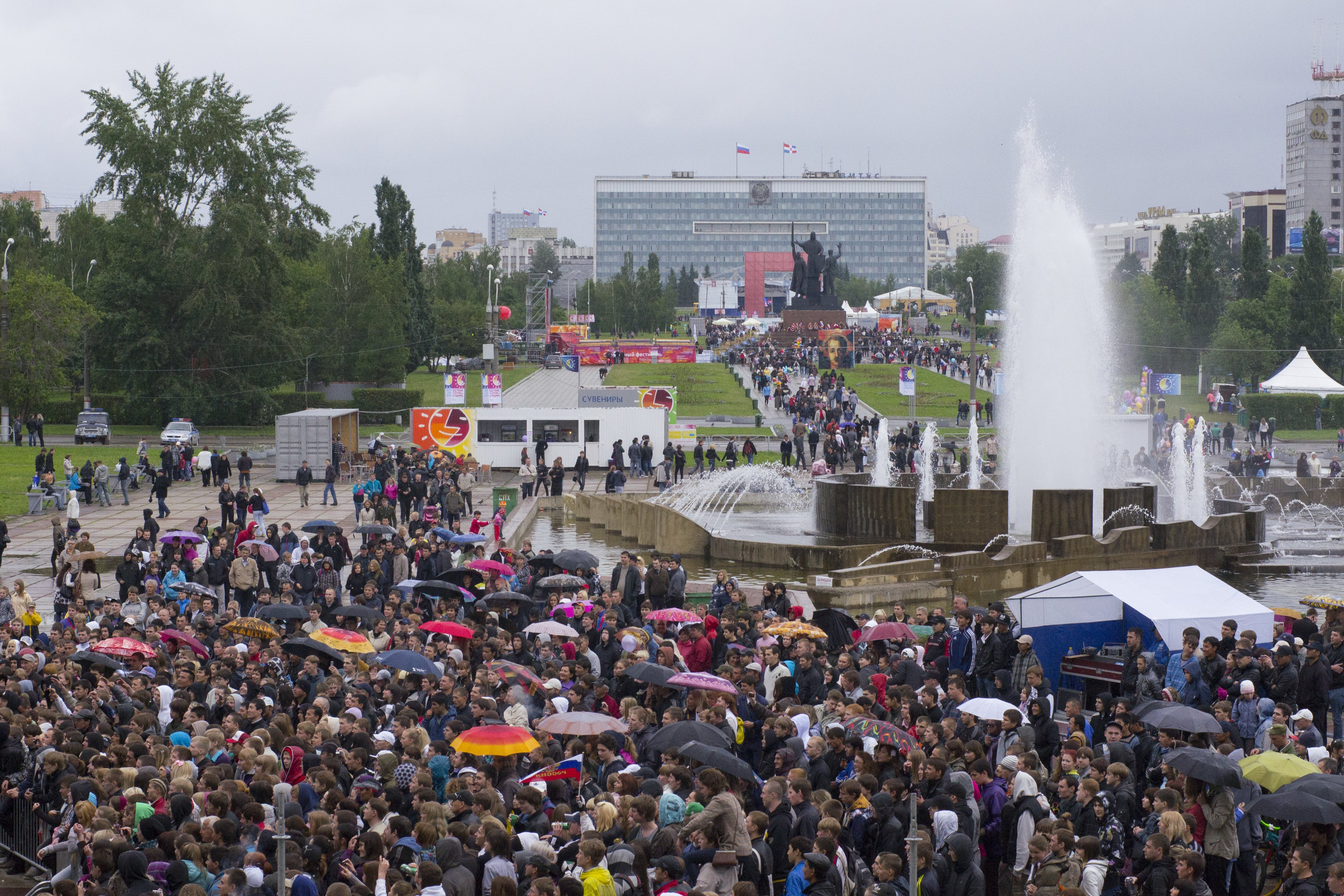
Пермская эспланада. Фестиваль «Белые ночи в Перми»

На мероприятиях фестиваля «Живая Пермь» была высказана идея, что искусство должно выходить на улицы города и участвовать в городских преобразованиях. В 2011 году фестиваль был расширен на период белых ночей в Перми, и получил новое название. Центром активности стала пермская эспланада, зеленое пространство между зданиями Законодательного собрания Пермского края и Пермского академического Театра-Театра.
В рамках «Белых ночей» в 2011 году прошли фестивали уличных музыкантов и уличных театров, фестиваль танца ЯDANCE, фестиваль Kamwa, международный фестиваль иллюзионистов «Белая магия», авиационный фестиваль «Крылья Пармы», книжный фестиваль «Красная книга», молодежный форум «МедиаФреш», международный симпозиум «Пермский звериный стиль» и другие. В общей сложности за 26 фестивальных дней прошло более 250 мероприятий.

Прошли также мероприятия по благоустройству города. В частности, бетонные заборы были расписаны художниками, что впоследствии стало проектом «Длинные Истории Перми». В городе были установлены автобусные остановки разработанные Пермским центром развития дизайна. Кроме того, в результате программы «Музей в городе» к этому времени были созданы объекты стрит-арта:

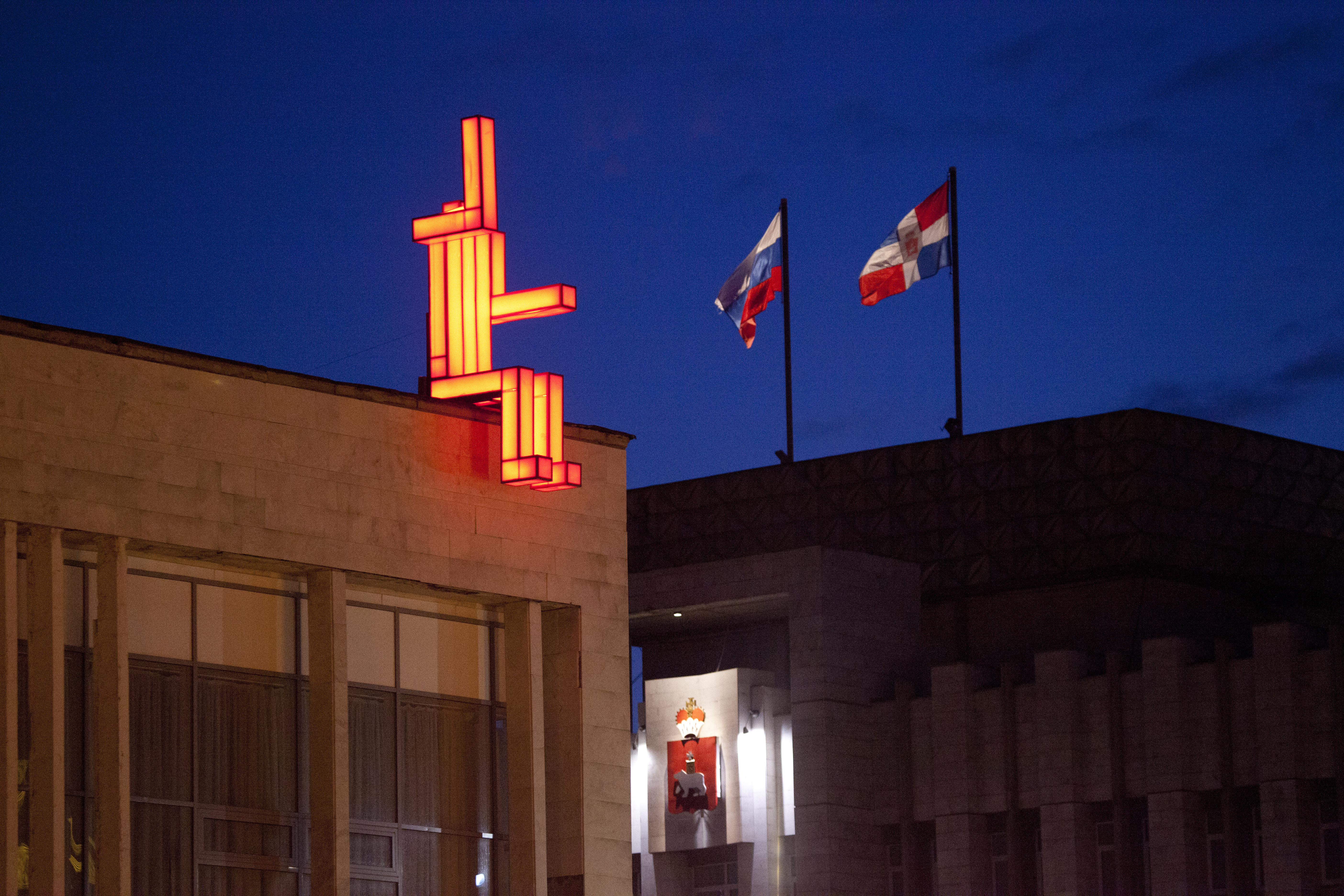
Красные человечки в Перми

- «Счастье не за горами» (2009) Бориса Матросова на набережной рядом с зданием Речного вокзала, в котором в этот период размещался Музей современного искусства;
- «Красные человечки» (2010) Андрея Люблинского на здании Органного зала[17];
- «Власть» (2010) Николая Ридного перед зданием Законодательного собрания[18];
- «Яблоко» (2010) Жанны Кадыровой перед зданием краевой библиотеки им. Горького[19];
- «Пермские ворота»(2011) Николая Полисского в парке рядом с железнодорожным вокзалом «Пермь-2»;
- «Жук Скарабей» и «Черный Ангел» (2011) Молдакула Нарымбетова[20].

Первый фестиваль «Белые ночи в Перми», по оценке ВШЭ, посетили 136 тысяч уникальных участников, из которых более 80 % изъявили желание посетить фестиваль в следующем году. В 2012 году фестиваль посетило более миллиона человек. В 2013 году фестиваль успешно прошёл в третий раз, но был уволен один из его организаторов Марат Гельман, что породило предсказания о конце проекта. Но в 2014 году фестиваль снова был проведён.

## Культурный альянс
На фестивале в 2011 году Пермский край подписал соглашения о сотрудничестве в сфере культуры с семью близлежащими регионами. Это было попыткой придать проекту статус межрегионального и получить поддержку федеральных властей. Общепризнанная культурная столица России — Санкт-Петербург — подписала с Пермским краем соглашение о культурном альянсе, признав тем самым значимость событий, происходящих в Перми.

## «Пермь — культурная столица Европы»
В 2011 году руководство Пермского края заявило о намерении участвовать в проекте Культурная столица Европы. Поскольку Россия не входит в Евросоюз, у Перми не было юридической возможности получить этот титул. Однако благодаря фактическому географическому расположению на европейском континенте и значительному числу информационных поводов в сфере культуры инициаторы ввели в оборот тезис «Пермь — культурная столица Европы». Российские и зарубежные средства массовой информации начали использовать это словосочетание в отношении Перми.
Претензии на статус одного из центров европейской культуры потребовали привлечения градопланировщиков, архитекторов, деятелей культуры, имеющих мировое признание.
Голландской фирмой KCAP, известной, в частности, созданием мастер-плана олимпийской деревни в Лондоне, был разработан мастер-план Перми. Руководил проектом ее основатель Кис Кристианс. Понятие «мастер-план», общепринятое в европейском градопланировании, было впервые использовано в России и стало примером для других городов. В 2012 году в Перми состоялся Конгресс Международного сообщества городских и региональных планировщиков ISOCARP.
Мастер-планом были определены ключевые городские проекты, которые были разработаны в последующие годы:
- автор проекта аэропорта Барселоны Рикардо Бофилл разработал проект пермского аэропорта[33];
- английский архитектор Дэвид Чипперфилд выиграл конкурс и разработал проект реконструкции здания Пермского театра оперы и балета[34];
- лауреат Притцкеровской премии 2009 года Петер Цумтор разработал эскизный проект Пермского музея деревянной скульптуры[35];
- Эрнст Неизвестный создал памятник Сергею Дягилеву, который планировалось разместить в новом здании Театра оперы и балета[36].

В качестве художественного руководителя Пермского театра оперы и балета был приглашен Теодор Курентзис.

## Критика проекта
Резкое изменение риторики властей и масштабы инвестиций в сферу культуры в регионе, основой экономики которого является промышленность, не могли не вызвать критики.
На старте проекта малое внимание уделялось поиску консенсуса с местной творческой интеллигенцией. Был нарушен баланс между местными творческими силами и «варягами» в пользу последних.
Активным и последовательным противником Пермской культурной революции, начиная с выставки «Русское бедное», стал писатель Алексей Иванов, считавший, что пермскую культуру надо развивать на основе исторических корней. Свое отношение к этим проектам он назвал идеологическим противостоянием.
Критиковался уровень расходов на конкретные мероприятия. Оппоненты создания Музея современного искусства с ежегодным бюджетом 90 миллионов рублей предлагали раздать эти деньги старикам. Председатель Союза художников России в Пермском крае Равиль Исмагилов высказал мнение об одном из объектов стрит-арта: «Это чушь, которая не имеет никакого отношения к искусству… я бы сжёг этих красных человечков!»
После 2013 года мнение противников проекта совпало с позицией новой региональной власти и проект был постепенно свёрнут.
В 2016 году министр культуры Пермского края Игорь Гладнев назвал культурную революцию «работой на разрушение»: «„Культурная революция“ — это агрессия и провокация, уничижение и оскорбление».

## Международное признание
Проект привлёк внимание зарубежных деятелей культуры и журналистов как пример преобразования провинциального промышленного региона в центр культурной жизни. Проводилась аналогия с развитием испанского города Бильбао.